# San Martín de la Cueza
San Martín de la Cueza es una pedanía y localidad española perteneciente al municipio de Sahagún, en la provincia de León, comunidad autónoma de Castilla y León.

## Toponimia
El término San Martín de la Cueza hace referencia al santo cuya fiesta se celebra en dicha localidad, y al Río Cueza cuyo curso transcurre a escasos metros de la localidad.

## Geografía física

### Ubicación
| Noroeste: Celada de Cea | Norte: Celada de Cea | Noreste: Villambrán de Cea             |
| Oeste: Riosequillo      |                      | Este: Lagartos                         |
| Suroeste Riosequillo    | Sur: Moratinos       | Sureste: Terradillos de los Templarios |

## Geografía humana

### Demografía

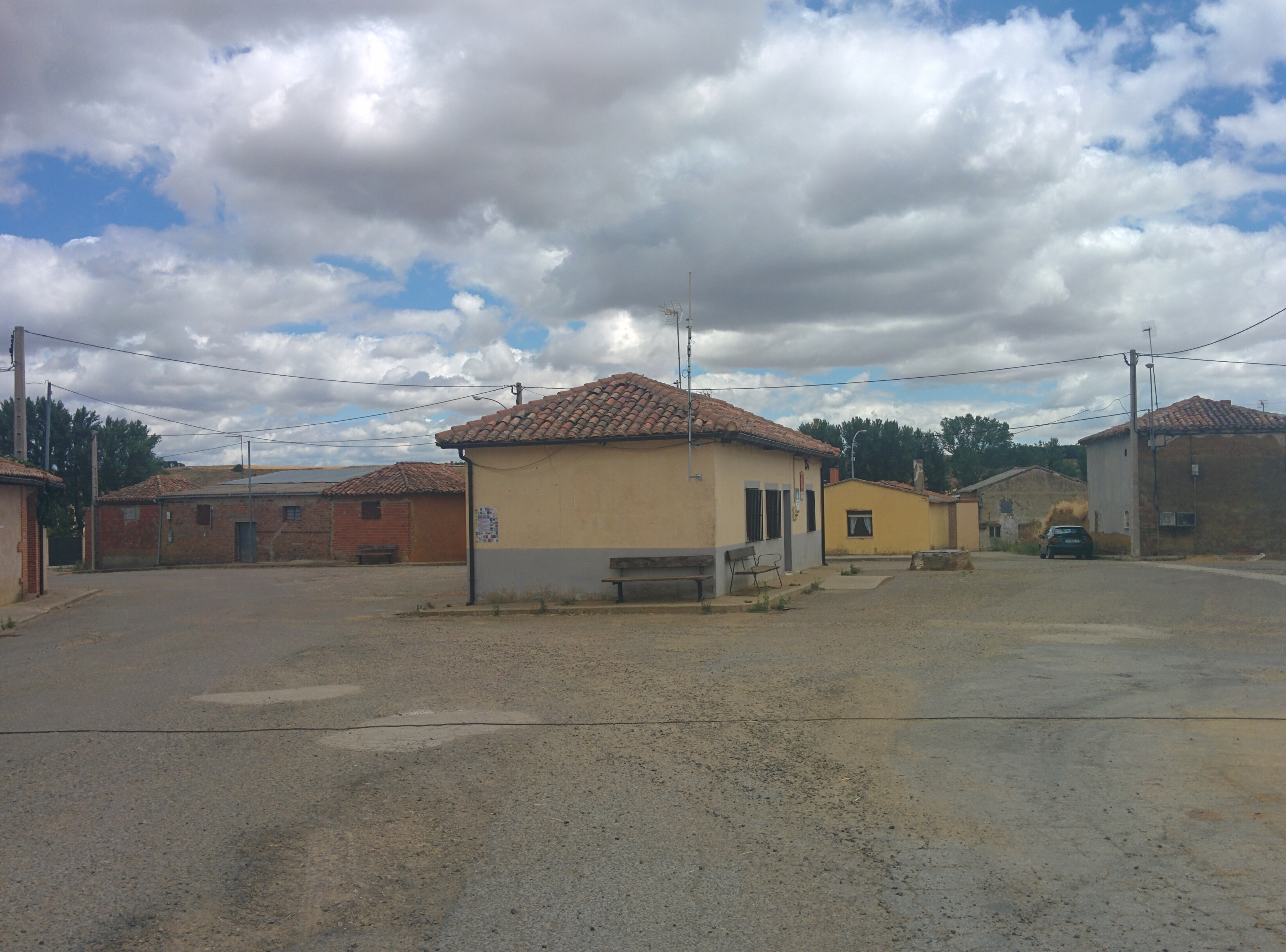
Antigua escuela

Según el padrón municipal de habitantes de 2022 del INE, la localidad de San Martín de la Cueza contaba con 50 habitantes, de los cuales 34 eran varones y 16 eran mujeres.
Evolución de la población
| Gráfica de evolución demográfica de San Martín de la Cueza entre 2000 y 2023 |
|                                                                              |
| Población de derecho (2000-2022) según el padrón municipal del INE           |

### Transporte y comunicaciones
Red viaria
Dentro de la red de carreteras, San Martín de la Cueza cuenta con las siguientes conexiones:
| Identificador | Denominación         | Itinerario                           |
| ------------- | -------------------- | ------------------------------------ |
| LE-6710       | Carretera provincial | Villalebrín - San Martín de la Cueza |

Ferrocarril
San Martín de la Cueza no tiene estación de ferrocarril dentro de su localidad. La estación de tren más cercana se encuentra en la localidad de Sahagún, municipio al que pertenece, situada a 12 kilómetros de distancia. Dicha estación, gestionada por Adif, se encuentra en la línea Venta de Baños-Gijón.

## Cultura

### Patrimonio
- Iglesia de  San Martín.

### Fiestas
- 11 de noviembre:  San Martín